# Arlington (Massachusetts)
Arlington es una ciudad en el condado de Middlesex en el estado estadounidense de Massachusetts. En el Censo de 2020 tenía una población de 46,308 habitantes y una densidad poblacional de 3,541.18 personas por km².

## Historia
Arlington fue fundado por colonos europeos en 1635. Su nombre original era Menotomy, (palabra algonquina que se interpreta como "agua que corre veloz"), era una villa dentro de los límites de Cambridge. El 30 de abril de 1867 adquirió su actual nombre en honor de las personas que están sepultadas en el Cementerio de Arlington.
La tribu Massachusett vivió en los alrededores de los Lagos Místicos, el río Místico y la reservación de Alewife. Cuando los europeos llegaron a esta región, los nativos del lugar habían sido devastados por las enfermedades. Además, Nanepashemet el jefe de la tribu, había sido asesinado en 1618 por una tribu rival. La esposa de Nanepashemet, conocida por los historiadores como "Squaw Sachem", vendió la tierra a los colonos inmigrantes, a cambio ella y su tribu recibió provisiones y se les permitió seguir viviendo en los alrededores de los Lagos Místicos, donde pudieran cazar y cultivar la tierra. Ella también iba a recibir un abrigo de lana cada invierno, por el resto de su vida. Los historiadores creen que ella vivió hasta 1650.
A través del pueblo también fluye el río Mill Brook, el cual ha influido mucho en la economía de Arlington. En 1637 el capitán George Cooke construyó el primer molino en esta área. Consecuentemente, se construyeron 7 molinos más a lo largo del río, incluyendo el molino Old Schwamb, el cual todavía existe. El molino Schwamb ha estado trabajando desde 1650, lo que lo convierte en el molino en operación más antiguo del país.  
La famosa cabalgata nocturna de Paul Revere para alertar a los colonos, lo llevó a través de Menotomy, ahora conocido como Arlington. Más tarde, en el primer día de la Guerra de Independencia de los Estados Unidos se derramó más sangre que en las batallas de Lexington y Concord combinadas. Minutemen de los pueblos vecinos se unieron en Menotomy para emboscar a los ingleses, luego de su retirada de Concord y Lexington. 25 colonos murieron en Menotomy (la mitad de todos los colonos muertos en las batallas del día), así como 40 soldados ingleses.
La casa de Jason Russell es ahora un museo que recuerda a los 12 colonos que murieron, incluyendo a Jason Russell, quien fue asesinado en su vivienda el 19 de abril de 1775. En las paredes interiores de la casa, aún se pueden ver los agujeros de las balas.
En estos años, Arlington era una comunidad granjera muy próspera y tenía sus propias lechugas, las cuales eran muy popular. A mediados de los años 80, Arlington tenía una fábrica de hielo en Spy Pond, hasta que la última fábrica de hielo se incendió en 1930; mucho de este hielo fue enviado al Caribe y a India por Frederic Tudor, el "Rey del hielo".
En 1979, la primera aplicación de hoja de cálculo, VisiCalc, fue desarrollada por Bob Frankston y Dan Bricklin en el ático de un departamento de Arlington rentado por Bob Frankston.

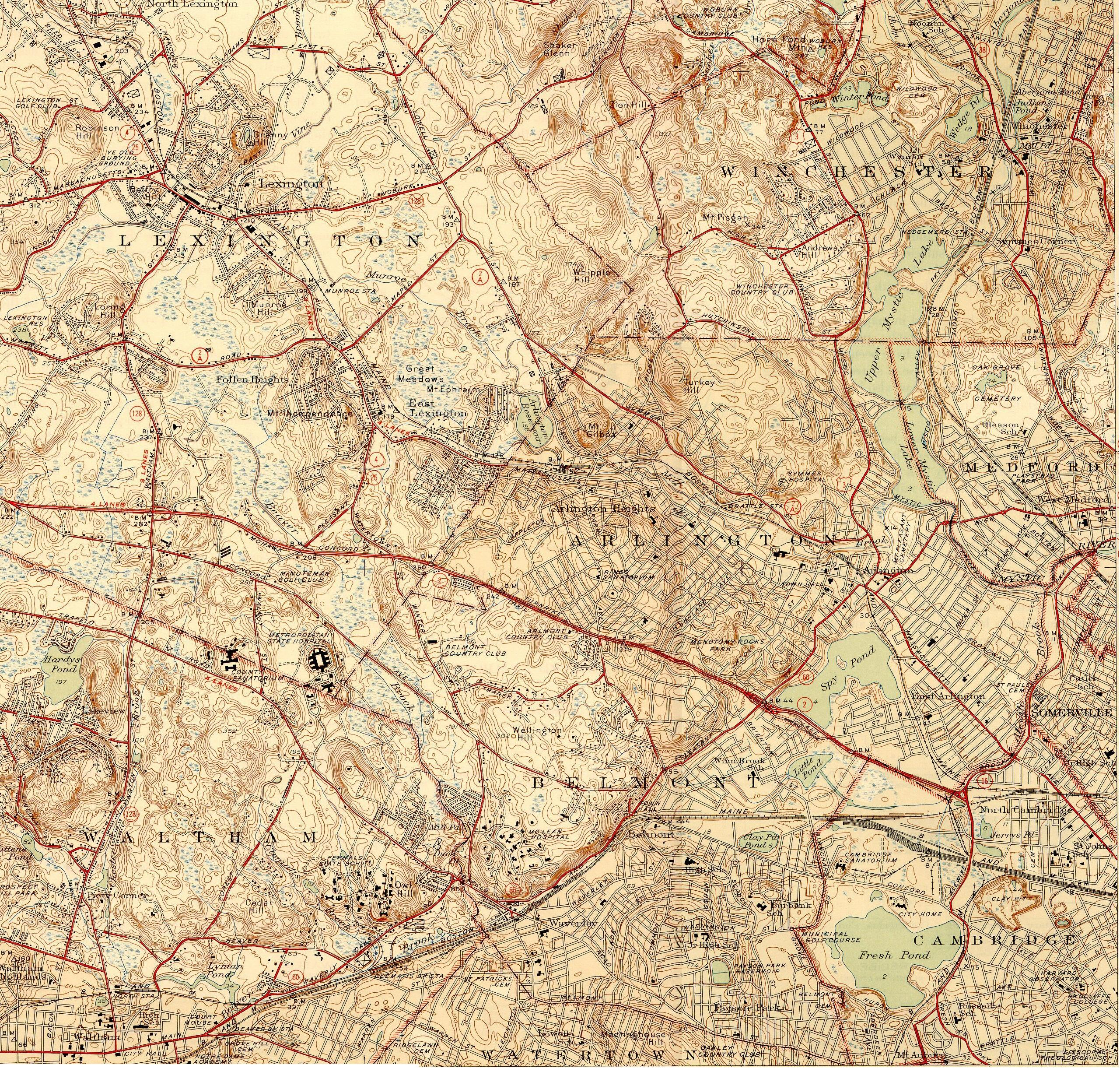
Mapa topográfico de 1946.

### Pueblos adyacentes
Arlington está localizado al este de Massachusetts y limita con 6 pueblos: Winchester al norte, Medford al noroeste, Somerville al este, Cambridge al sureste, Belmont al sur y Lexington al oeste.

## Geografía
Arlington se encuentra ubicado en las coordenadas 42°25′7″N 71°9′50″O / 42.41861, -71.16389. Según la Oficina del Censo de los Estados Unidos, Arlington tiene una superficie total de 14.23 km², de la cual 13.33 km² corresponden a tierra firme y (6.32%) 0.9 km² es agua.

## Demografía
Según el censo de 2010, había 42.844 personas residiendo en Arlington. La densidad de población era de 3.011,5 hab./km². De los 42.844 habitantes, Arlington estaba compuesto por el 85.7% blancos, el 2.43% eran afroamericanos, el 0.11% eran amerindios, el 8.29% eran asiáticos, el 0.02% eran isleños del Pacífico, el 0.97% eran de otras razas y el 2.48% pertenecían a dos o más razas. Del total de la población el 3.26% eran hispanos o latinos de cualquier raza.

## Gobierno
El poder ejecutivo de Arlington consiste en un consejo directivo de 5 miembros elegidos. Las operaciones de día a día son manejadas por un gerente de la ciudad el cual es contratado por el consejo directivo. El poder legislativo lo conforman 252 miembros, elegidos de los 21 distritos. El pueblo de Arlington técnicamente tiene los suficientes ciudadanos para convertirse en ciudad, pero no lo ha hecho, en parte porque al hacerlo perdería su capacidad para mantener reuniones del pueblo. Estas reuniones pueden llevarse a cabo por al menos un mes, son de noche y se sostienen 2 veces a la semana hasta que el tema es resuelto.   
Arlington es parte del 7.º Distrito del Congreso de Massachusetts, del 4.º Distrito de Senadores Estatales de Middlesex, y del 23.º y 26.º Distritos de Representantes Estatales de Middlesex.

## Educación

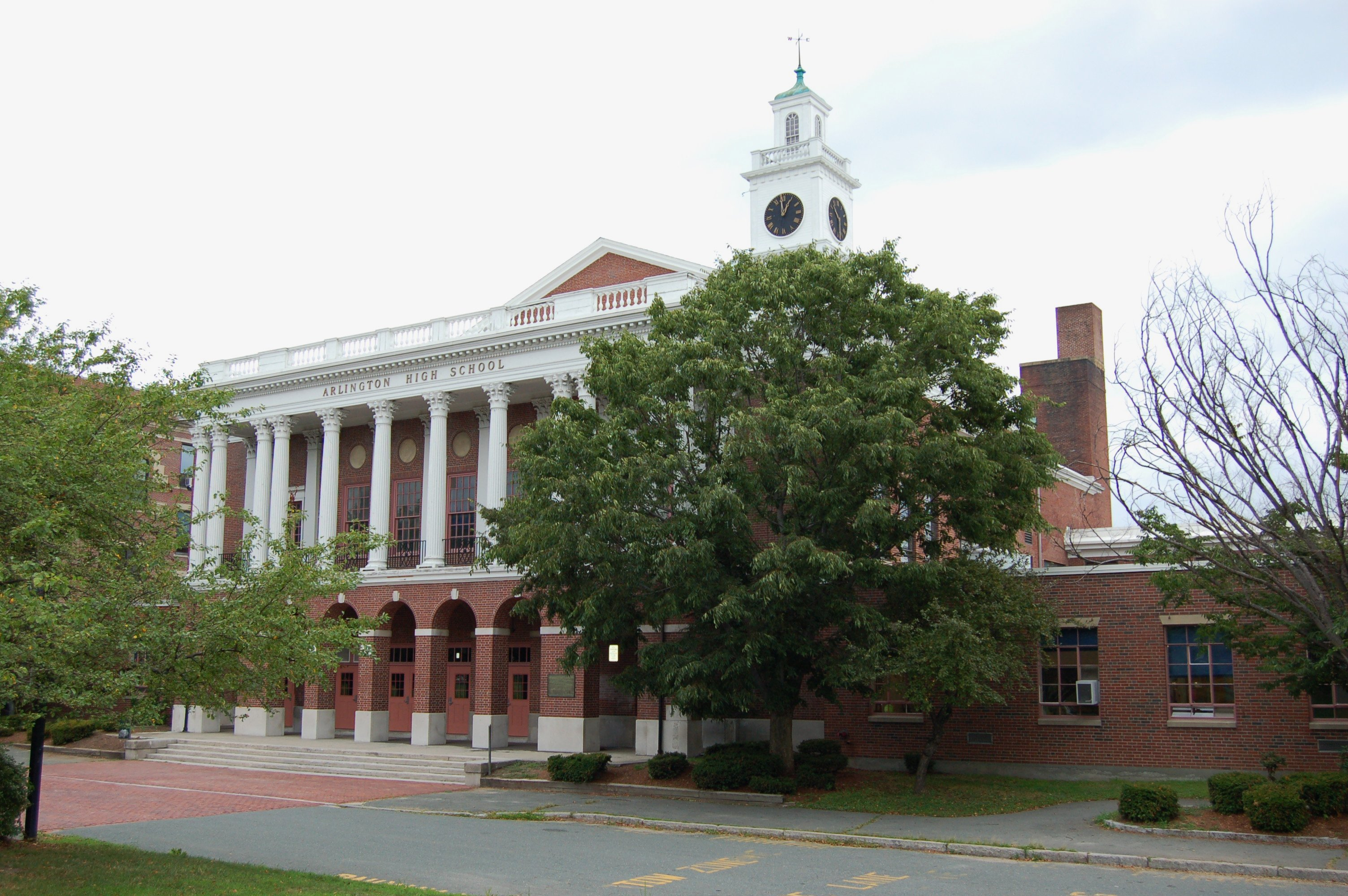
Escuela Secundaria de Arlington.

### Escuelas públicas
Arlington posee 9 escuelas públicas. A mediados de los años 80, Arlington tenía una fábrica de hielo en Spy Pond, hasta que la última fábrica de hielo se incendió en 1930; mucho de este hielo fue enviado al Caribe y a India por Frederic Tudor, el "Rey del hielo".
En 1979, la primera aplicación de hoja de cálculo, VisiCalc, fue desarrollada por Bob Frankston y Dan Bricklin en el ático de un departamento de Arlington rentado por Bob Frankston. Las 7 escuelas primarias son: Brackett, Bishop, Thompson, Hardy, Peirce, Stratton, y Dallin. Sólo hay una escuela de educación intermedia (del grado 6 al 8), Ottoson, y la epónima Escuela Secundaria de Arlington, la cual incluye los grados 9 al 12. Además, Arlington se encuentra en el distrito servido por la Escuela Secundaria Regional de Minuteman, una de las escuelas técnicas-vocacionales más importantes de Massachusetts.

### Escuelas privadas
Hay dos escuelas católicas: La Escuela Secundaria Católica de Arlington y la Escuela Santa Inés, la cual imparte educación primaria e intermedia. 

## Parques y sitios históricos

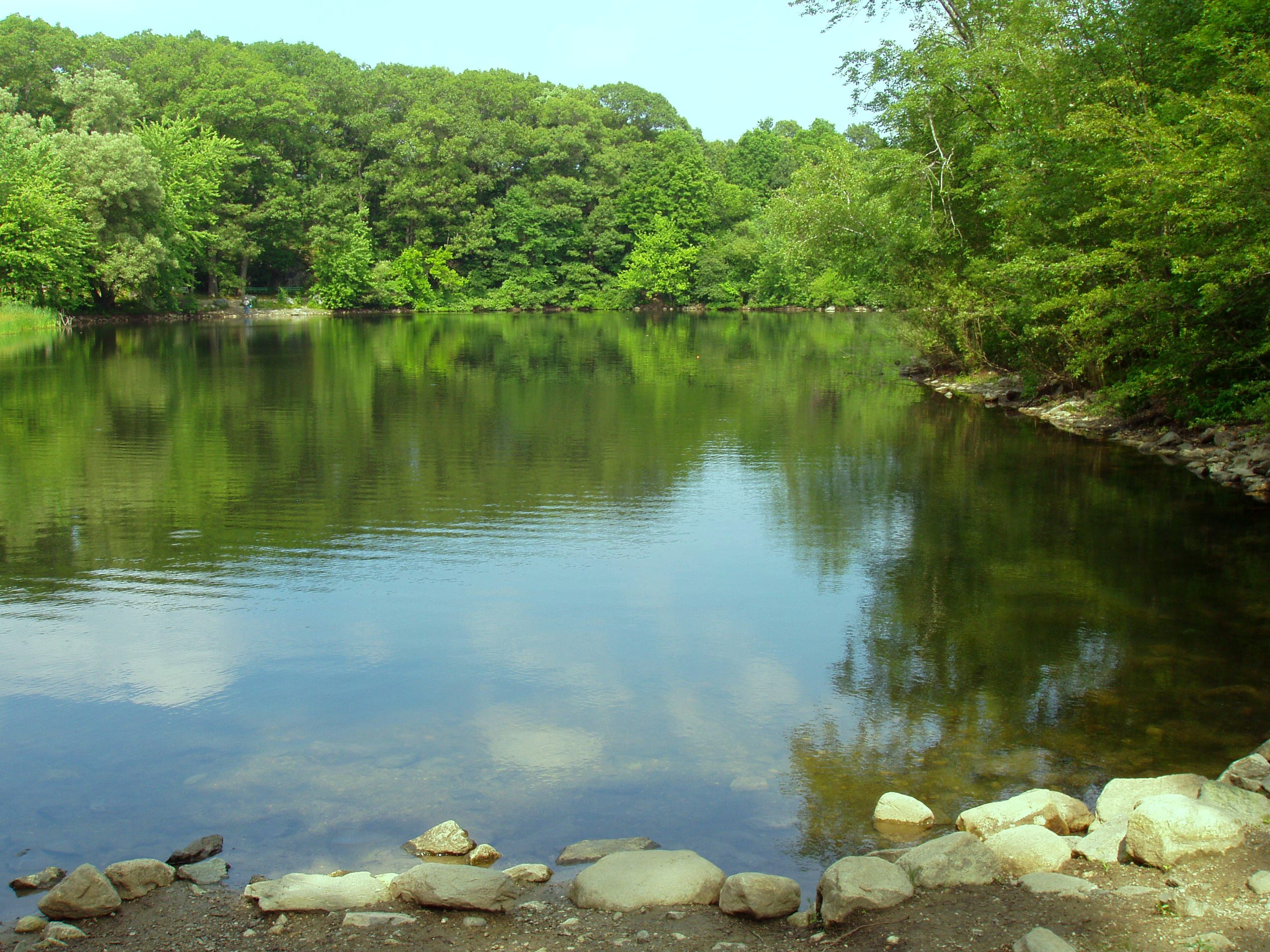
Parque Menotomy Rocks en Arlington.

- La librería Robbins para niños, es la librería libre más antigua del país.
- En la casa de Jason Russell hay un museo, en el que se muestra un colmillo de mastodonte, el cual fue encontrado en Spy Pond a finales de la década de los años 50; el responsable del hallazgo fue un pescador, quien al principio creyó que se había traído una rama del árbol.
- El cementerio Prince Hall Mystic.
- El parque Spy Pond.
- El parque Menotomy Rocks.
- El ciclovía Minuteman, el cual fue construido en 1992; pasa a través de varias vecindades, incluyendo el centro de Arlington.
- La torre de agua en el parque del círculo.
- La estatua del Tío Sam.

## Ciudades hermanas
Las ciudades hermanadas con Arlington son:
- Nagaokakyo, Japón.
- Teosinte, El Salvador.
- Port Arlington, Irlanda